# Diplusodon helianthemifolius
Diplusodon helianthemifolius är en fackelblomsväxtart som beskrevs av Dc.. Diplusodon helianthemifolius ingår i släktet Diplusodon och familjen fackelblomsväxter. Utöver nominatformen finns också underarten D. h. pemphoides.